# Zone volcanique de Taupo
Pour les articles homonymes, voir Taupo (homonymie).

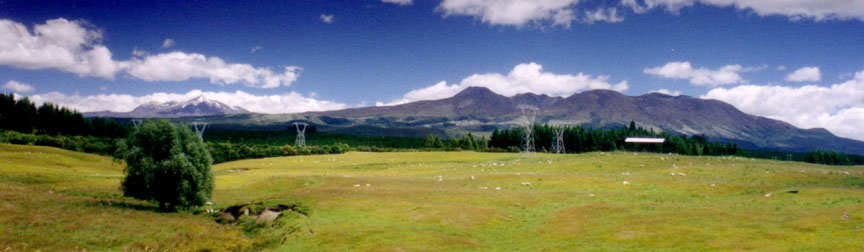
Les monts Ruapehu, Ngauruhoe et Tongariro

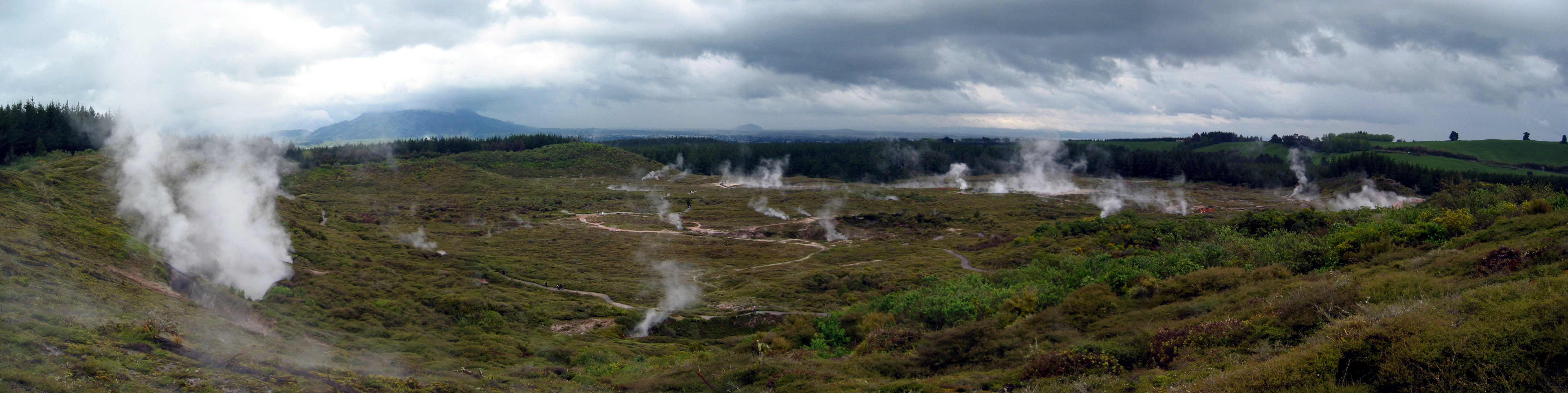
Cratères de la Lune

La zone volcanique de Taupo est une région volcanique assez active de l'île du Nord de la Nouvelle-Zélande. Son nom vient du lac Taupo, la caldeira inondée du plus grand volcan de la zone.

## Activité

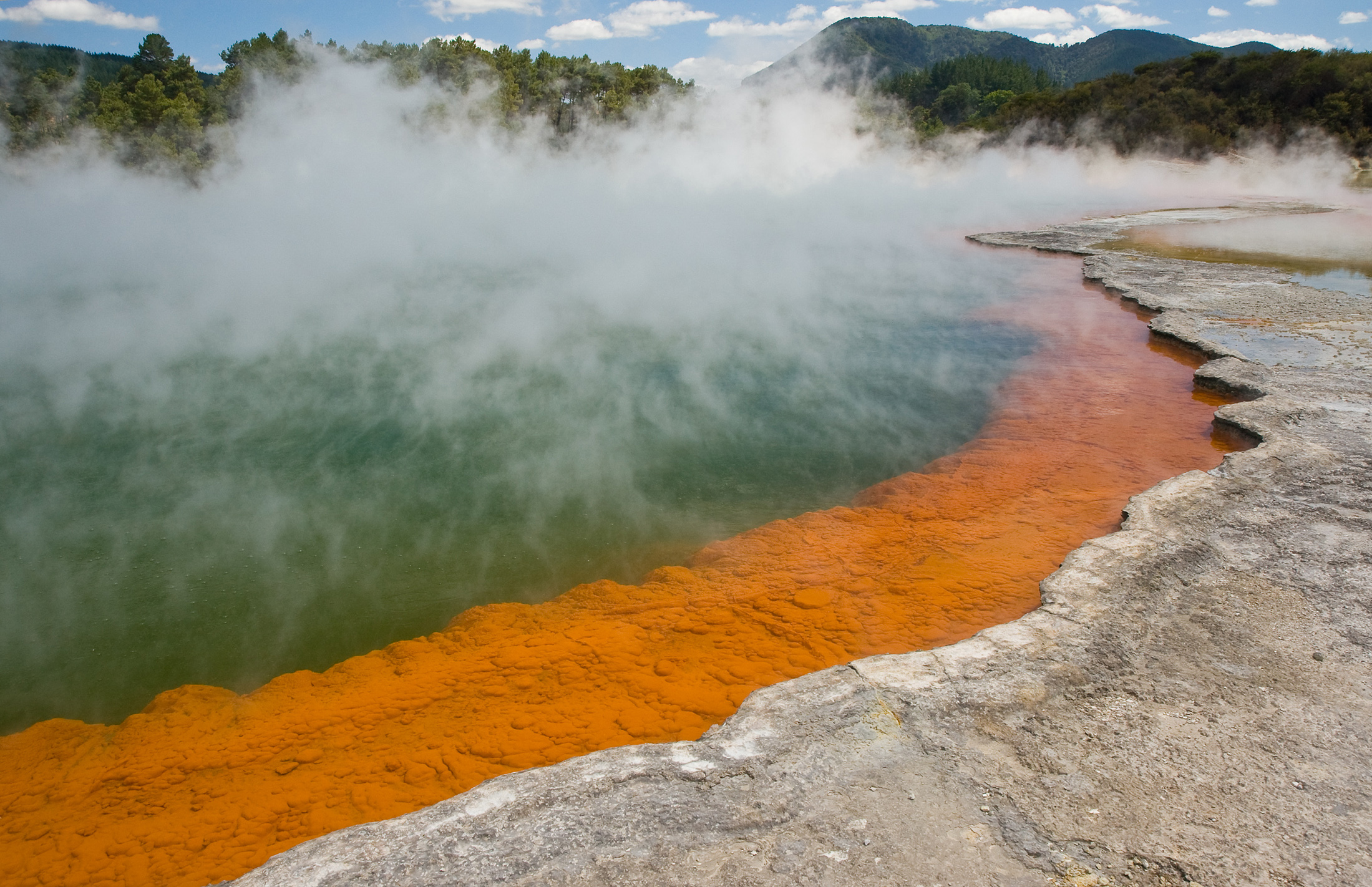
Wai-O-Tapu, Champagne Pool

La zone comporte plusieurs volcans et zones géothermiques, parmi eux figurent les monts Ruapehu et Ngauruhoe auxquels s'ajoute White Island et qui sont les parties le plus fréquemment en éruption. 
L'éruption connue et réputée la plus importante dans cette zone depuis l'arrivée de l'Homme est celle du mont Tarawera en 1886 ; elle tua environ 150 personnes. La caldeira de Rotorua a été en repos plus longtemps, sa plus récente grande éruption datant d'environ 240 000 ans. Le mont Taupo, qui peut être qualifié de supervolcan, est entré en éruption il y a 26 500 ans (voir éruption Oruanui), causant une éruption ayant atteint le plus haut niveau de l'indice d'explosivité volcanique : 8. Cette éruption, qui a provoqué l'éjection de plus de 1 000 km3 de matière, est à l'origine de l'immense caldeira qui abrite maintenant le lac.
La dernière grande éruption du lac Taupo, d'une amplitude toutefois bien moindre, eut lieu entre la fin du deuxième siècle et le début du troisième siècle. Elle aurait vidé le lac, à la suite de quoi une nuée ardente aurait répandu des cendres volcaniques sur environ 20 000 km2. Plus de 120 km3 de matériaux auraient été éjectés, dont 30 km3 dans les premières minutes. Après avoir été située dans les années 130, la date de cette explosion a longtemps été rapportée à des témoignages antiques de phénomènes météorologiques particuliers au-dessus de Rome et de la Chine (ce dernier documenté dans le Livre des Han postérieurs) vers 185. Ces phénomènes étaient expliqués par le fait que les cendres ont été assez abondantes pour affecter la couleur du ciel. Les années 170 et 180 sont aussi souvent mentionnée en raison d'une partie des datations au carbone quatorze et l'année 181 correspond à un pic acide dans les carottes glaciaires. Toutefois les études dendrochronologiques menées en Nouvelle-Zélande suggèrent une datation différente et placent l'éruption dans les années 230,,.

## Étendue

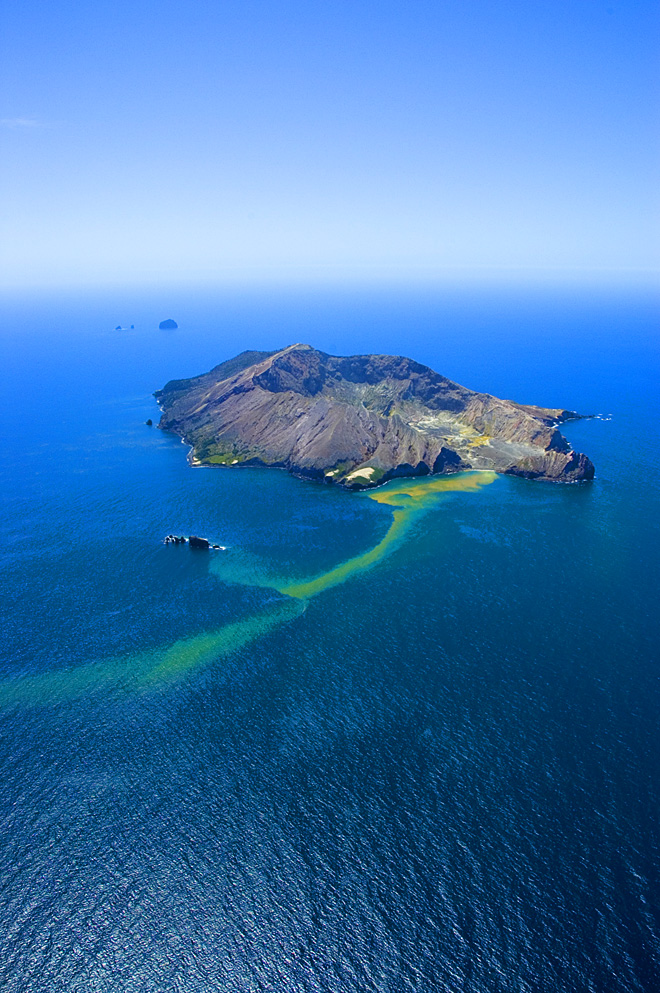
Vue aérienne de l'île White

La zone volcanique de Taupo s'étend sur 350 km de long et mesure 50 km de large. Elle est située au-dessus d'une zone de subduction de l'écorce terrestre. Le mont Ruapehu est situé au coin sud-ouest ; le mont Whakatane, immergé à 85 km de l'île White, est considéré sa limite nord-est. La zone de subduction s'étend plus loin au nord-est, où il y a plusieurs volcans immergés (les Rumbles), les îles Kermadec et Tonga. Il n'y a pas d'activité volcanique au sud-est, quoique la zone de subduction elle-même continue au sud jusqu'à Kaikoura, où commence la collision continentale des plaques tectoniques, qui pousse et soulève les Alpes du Sud de l'île du Sud. Il y a une autre zone de subduction au sud-ouest du Fiordland, le coin sud-ouest de l'île du Sud. La zone volcanique de Taupo est considérée comme la limite occidentale de la ceinture de feu du Pacifique, qui suit les zones de subduction autour de l'océan Pacifique.

## Composition
Une étude récente indique que l'écorce terrestre en dessous de la zone volcanique de Taupo pourrait être épaisse de seulement 16 km. Une couche de magma de 50 km de large et 160 km de long gît à 10 km de profondeur,. Les données historiques géologiques indiquent que certains des volcans de la région entrent en éruption peu souvent, mais violemment. Il y a aussi une possibilité qu'un rift soit en train de se former dans la zone volcanique de Taupo.

## Volcans et zones thermiques

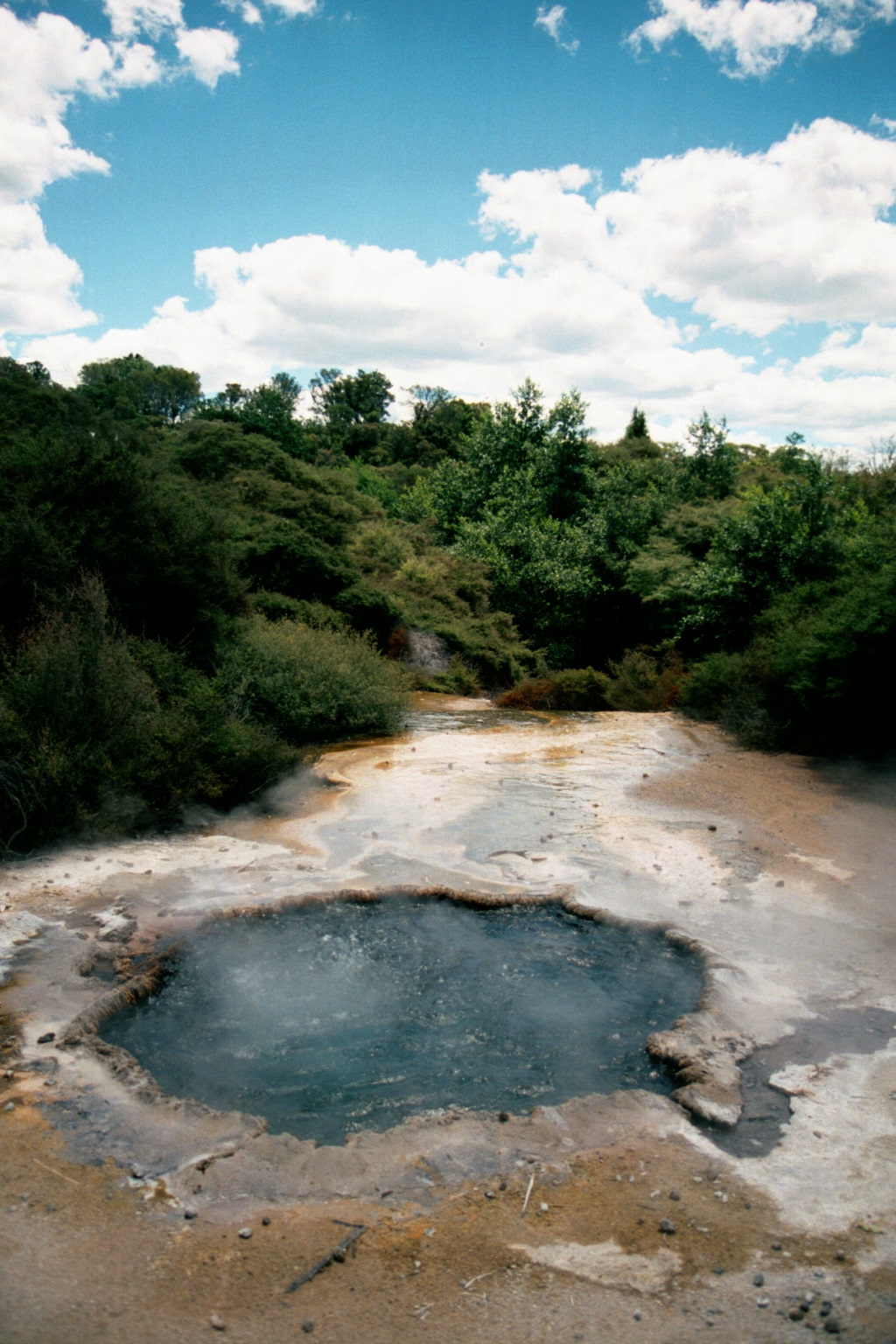
Ngararatuatara, source chaude à Whakarewarewa

- Île Whakaari/White
- Île Tuhua/Mayor
- Mont Mauao
- Mont Edgecumbe
- Tikitere/Hell's Gate
- Caldeira de Rotorua
- Whakarewarewa
- Okataina
  - Caldeira de Haroharo
  - Mont Tarawera
- Waimangu
- Dôme de rhyolite de Ben Lomond
- Wai-O-Tapu
- Orakei Korako
- Wairakei
- Craters of the Moon
- Mont Tauhara
- Lac Taupo
  - Récifs de Horomatangi
- Waihi
- Tokaanu
- Turangi
- Mont Tongariro
  - Mont Ngauruhoe
- Mont Ruapehu